# Novouzensk
Novouzensk (rusky Новоузенск) je město v Saratovské oblasti Ruské federace. Leží při ústí Čertanly do Velkého Uzně dvě stě kilometrů jihovýchodně od Saratova a jen dvacet kilometrů od hranice s Kazachstánem. Při sčítání lidu v roce 2010 měl sedmnáct tisíc obyvatel.

## Vývoj počtu obyvatel
| Rok  | Počet obyvatel |
| ---- | -------------- |
| 1897 | 13 261         |
| 1939 | 12 848         |
| 1959 | 12 843         |
| 1970 | 13 398         |
| 1979 | 14 536         |
| 1989 | 16 589         |
| 2002 | 16 881         |
| 2010 | 17 011         |